# Kde-look.org
kde-look.org je spletni portal uporabnikov prosto dostopnega odprto kodnega namizja KDE, ki vsebuje grafična dela in enostavne programe, ki popestrijo izgled ali dodajo koristne funkcije. Deluje od leta 2001. Je najstarejši podprojekt krovnega projekta opendesktop.org. Portal se deli na 29 tematskih razdelkov in sicer:
- Ozadja
- Teme / Stili
- Okraski oken
- Ikone
- Sličice
- Ikone čustev (Emoticon Themes)
- Preobleke za Kopete
- Sistemski zvoki
- Barvne sheme
- Ohranjevalniki namizij
- Preobleke za Noatun
- Teme za Amarok
- Zaslonski posnetki
- Uvodni zaslon (Splash screen)
- Zagonske teme
- Teme za miškin kazalec
- Izboljšave KDE
- Nevihta možganov za KDE 4
- Preobleke za Kbfx
- Preobleke za K3b
- tema za Karambo
- Plasmoidi
- Ozadja pulta
- Pisave
- Meniji z dejanji
- KDM teme — za prijavni zaslon
- Ostalo
- Natečaj grafičnih del
- KDE Vsepovsod

Na portalu se nahaja okoli 60.000 grafičnih del, skupnost združuje milijon mesečnih uporabnikov, registriranih je okoli 90 000, nekateri med njimi so prispevali tudi več kot 100 grafičnih del. Vsak vnos lahko komentiramo na strani grafičnega dela oziroma na forumu.

Decembra 2007 je bilo zaznano 5 TB prometa na strežnikih v Nemčiji.